# Klassenleben
 Klassenleben ist ein Dokumentarfilm aus dem Jahre 2005 über die Klasse 5d einer Berliner Grundschule, die seit dreißig Jahren behinderte und nichtbehinderte Kinder gemeinsam unterrichtet – von hochbegabt bis schwerbehindert. Diese „Schule für alle“ wurde zum Vorbild für Integrationsschulen in Berlin und in anderen Bundesländern. Siegert hat ein halbes Jahr den außergewöhnlichen Schulalltag beobachtet und zeigt, wie das Lernen in einer Schule für alle aussieht.

## Inhalt
Februar 2004. Luca, Marwin, Natalie, Dennis, Johanna, Christian und 15 andere Kinder treffen sich zum Halbjahresbeginn in der Berliner Fläming-Schule. Sie gehören zur Klasse 5d, der Förderklasse der Schule, in der Schüler extrem unterschiedlicher Fähigkeiten zusammen lernen. Vier der Kinder sind als behindert eingestuft, von lernschwach bis schwerbehindert, und werden nicht benotet. Die Klasse hat zwei Betreuerinnen, einige Fachlehrer und die Klassenlehrerin, Frau Haase. Sie gilt als streng, aber fair. Ihre große Liebe gilt dem Theater.
Auf Augenhöhe mit den Kindern nimmt der Regisseur Hubertus Siegert teil am Abenteuer eines Schulhalbjahrs. Erfolge und Konflikte, Spaß und Tränen, Witz und Mühsal, Rivalitäten und Freundschaften blitzen in den verschiedenen Geschichten auf, die zusammen das bewegende Bild eines vielschichtigen und spannenden, ganz eigenen Universums zeichnen: ein Klassenleben.
Ein Schultheaterprojekt wird geprobt, „das Mädchen aus Harrys Straße“, aber wer spielt die Hauptrolle? Die Kinder bereiten Referate vor, in höchst heterogen zusammengesetzten Arbeitsgruppen. Alleine lerne ich aber schneller, sagt einer, und merkt, wie schwer es ist, den eigenen Vorsprung an die anderen weiterzugeben. Nicht an jedem Tag macht die Schule Spaß. Hausaufgaben werden vergessen, Tränen nach der ungerechten Prüfung vergossen. Diktat bedeutet Stress, und neben dem will ich lieber nicht sitzen. In der Pause spielt man «Jungs fangen Mädchen» oder springt über eine halsbrecherisch lange Kette von Schulranzen.
Schule, das ist nicht nur Lehren und Lernen. Man lacht, ist traurig, macht Quatsch, hat Angst, spielt, kämpft, gibt klein bei und trumpft groß auf; allein und, darauf kommt es in dieser Schule sehr an, zusammen. Am Ende feiern die Kinder den Geburtstag einer Klassenkameradin. Sie leidet an einer unheilbaren Krankheit, kann sich nicht mehr bewegen und nicht sprechen und ist doch lebendiger Teil dieser Klassengemeinschaft.
Hubertus Siegert erläutert kein pädagogisches Konzept, sondern beobachtet mit großer Aufmerksamkeit und Anteilnahme, ohne sentimentale Verklärung oder pädagogischen Zeigefinger den Alltag von Elfjährigen außerhalb der gängigen Aussonderung in Gymnasium, Real-, Haupt- und Sonderschule: Keine PISA-Debatte, sondern ein aufregendes und bewegendes Abenteuer voller Leidenschaften, Glücksmomente und Katastrophen, Aha-Erlebnisse, Erwartungen und Einsichten. In der liebevollen Nähe zu seinen Protagonisten erschließt Klassenleben eine seltsam vergessene Welt, die doch ganz anders, ganz gegenwärtig.

## Zitate
„Ich glaube, Erziehung hat mit allem was zu tun: mit Bestechung, mit Erpressung, mit Schreien und mit Freundlichsein. Das letztere ist notwendig, damit die Kinder die Lehrer nicht hassen.“

„Ich wollte beobachten, wie sich die verschiedenen Kinder in dieser ungewöhnlichen Klasse entwickeln, und herausfinden, wie man das zu einem Film zusammenfügen kann. Ich wollte also nicht das Konzept dieser Schule dokumentieren, sondern sehen, was in der Klasse passiert. Mich haben die Widersprüche gereizt, die bei der Umsetzung von pädagogischen Konzepten notwendig immer entstehen.“

„Und dann, nach dem Diktat, würde sie mich fragen, ob’s heute hitzefrei gibt. Und ich würde antworten: Nein, heute habt ihr in der sechsten und siebten Stunde Sport draußen in der Hitze, sechs Runden Dauerlauf.“

## Auswertung
Der Film startete im September 2005 in den deutschen Kinos (25.000 Zuschauer). ARTE und rbb zeigten im Mai 2007 mehrfach eine 52 Minuten-Fassung.

## Kritik
„Sensibler Dokumentarfilm mit eindeutig pädagogischer Ausrichtung, der fürs Fernsehen produziert wurde, durch sein Anliegen aber auch im Kino Aufmerksamkeit verdient.“

„Hubertus Siegert hat zugeschaut, zugehört, beobachtet und dabei Bilder produziert, die vergessen machen, dass eine Kamera anwesend war. Die Leinwand wird durchsichtig wie das Fenster im zweiten Stock, in dem frühmorgens das Licht angeht. Sie gibt den Blick frei auf eine vertraute und doch fremd gewordene Welt – auf das, worüber in der Aufregung um Pisa-Studien und in Standortdebatten kaum und in jedem Fall zu wenig gesprochen wird: die Kinder mit ihren Schulranzen, breiter als die schmalen Schultern.“

## Hintergrund
Die Fläming-Grundschule verfolgt ein reformpädagogisches Konzept. In dessen Mittelpunkt steht die Frage, wie eine Schule gestaltet sein muss, damit sie für jeden Schüler eine passende Lernumgebung darstellt: egal, ob es sich um Kinder mit oder ohne Behinderung handelt, ob sie aus der Oberschicht oder sozial benachteiligten Familien stammen. Dazu gehört, dass ein Schulpsychologe in Konfliktfällen mit den Klassen arbeitet, Entspannungs- und Konzentrationsübungen in den Unterricht integriert werden. Die Lehrer bewerten die Schüler als Team und im Rahmen von deren persönlichen Entwicklungsschritten. Somit geht es im Unterricht um weit mehr als nur ums Rechnen, Lesen und Auswendiglernen.
Siegerts Film wurde vor dem Hintergrund des sogenannten „PISA-Schocks“ diskutiert. Im Großen und Ganzen bestätigt Klassenleben eine schulpädagogische Position, die auf eine professionelle und entwickelte Inklusion in Kombination mit individueller Förderung und psychologischer Betreuung setzt anstatt auf Aussonderung und Elitenbildung. Die besondere Qualität der Schulmodells der Fläming-Schule darf allerdings nicht mit einer Form von Inklusion verwechselt werden, wo die realen Begabungs- und Behinderungsunterschiede vom pädagogischen Aufwand her nicht beachtet werden. Der Regisseur weist darauf hin, dass „Inklusion kein bildungspolitisches Sparmodell sein darf, wo die Förderschulen abgebaut und das Personal einfach nur eingespart“ wird.